# The Treasure of Uşas
The Treasure of Uşas (ウシャス Ushasuis; een verwijzing naar de godin Ushas), is een platformspel dat in 1987 werd ontwikkeld en uitgegeven door de Japanse computerspellenfabrikant Konami voor de MSX 2-computer.

## Verhaal
Eeuwen geleden verbande de oorlogsgod Induras de moedergod Usas en gooit hierbij vier stukken van een juweel in de wind. De speler moet deze vier stukken terugvinden.

## Spel
Bij het terugbrengen van diamant kan de speler gebruikmaken van twee karakters genaamd Wit en Cles. Elk karakter heeft unieke eigenschappen. Door in het spel een emoticon aan te raken veranderd het karakter van emotie, te weten: "Geluk" 喜, "Boos" 怒, "Verdrietig" 哀 en "Neutraal" 楽. Elke emotie brengt speciale krachten met zich mee. Ook heeft elk karakter een verborgen kracht, zo kan Cles over gaten lopen en kan Wit in de lucht afzetten om te springen. Het spel kent vijf ruïnes die elk weer worden onderverdeeld in vier tempels. Elk level wordt afgesloten door een eindbaas.

## Trivia
- Door bij dit spel F1 Spirit, Nemesis 2, Metal Gear of The Maze of Galious in het uitbreidingslot te gebruiken kunnen verborgen cheats geactiveerd worden.
- De plaatsen van het spel: Pegu (Myanmar (voormalig Birma)), Dunhuang (China), Hunza (Pakistan), Alchi (India) en Agra (India) bestaan echt. Agra is bekend van de Taj Mahal. Tevens wordt in de intro van het spel opgemerkt dat de eerste ruïnes zich in de vroegere Birmese hoofdstad Rangoon (of Yangon) bevinden, maar eigenlijk in het 80 km verderop gelegen Pegu (nu Bago) liggen.
- Het wachtwoord 'Mohenjo Daro', waarmee toegang naar het laatste level verkregen wordt, verwijst naar de gelijknamige, in Pakistan gelegen ruïnes.